# Parlem
Parlem Telecom és una empresa catalana amb seu a Barcelona que ofereix serveis de telefonia i Internet.

## Història
Fou constituïda el juliol del 2014 per l'enginyer de telecomunicacions Ernest Pérez-Mas, executiu i principal accionista. L'empresa es va presentar el 23 d'octubre i va començar a operar el 27 de novembre del mateix any. En només dues setmanes de funcionament, l'empresa va assolir la xifra de 1.500 clients.
Ernest Pérez-Mas treballava a la Mobile World Capital i era accionista d'Evolution, una empresa majorista de trànsit telefònic. La idea de crear Parlem va aparèixer setmanes més tard de la manifestació de l'11 de setembre de 2012, quan assistia a la fira sobre telefonia a Madrid, i va constatar que no hi havia cap operador català. El seu pla de negoci era emmirallar-se amb la trajectòria de la cervesera Moritz (entrar en un mercat saturat i amb competidors establerts i molt grans) i fer-se un lloc basant-se en el valor afegit. Entre els seus accionistes es trobava la família Carandell, antics propietaris de la Fundició Dúctil Benito.
Va estar present en l'edició de 2015 del Mobile World Congress, amb una acció de street marketing que va comptar amb la col·laboració d'una representació dels pilots catalans a la prova automobilística del Ral·li Dakar Toni Bou, Isaac Viñales, Rosa Romero i Jordi Tarrés i Carles Mas i d'Obdulio Herrera, el motorista anònim de l'edició 2014.
L'empresa va tancar el 2014 amb gairebé uns 200.000 euros de facturació, i el 2015 amb poc més de 600.000 euros. Tot i això, el 2014 va tenir uns resultats negatius de prop de 800.000 euros i el 2015 de més d'un milió d'euros. Des del 2016 va continuar amb un pla d'expansió que la va portat a duplicar la facturació cada any assolint 1,2 milions el 2016, 2,4 milions el 2017 i 5,7 milions d'euros el 2018. L'agost del 2019, la companyia va adquirir l'empresa mallorquina Lemon Telecom, especialitzada en la prestació de solucions de telecomunicacions per a empreses, per  425.000 euros.
A finals del 2019, Parlem Telecom va realitzar una ronda de finançament i, en un període de 10 dies, va captar 2 milions d'euros per ampliar el seu capital. Per una banda, va captar 600.000 euros a través de la plataforma digital de finançament col·lectiu The Crowd Angel (TCA) amb la participació de 235 nous petits inversors. D'altra banda, la resta de diners provenen de grans empreses i famílies catalanes que van decidir invertir en la companyia, així com dels socis privats de què ja disposava prèviament. Gràcies a aquesta ampliació de capital, el valor total de l'empresa va arribar als 20 milions d'euros. Després d'aquesta ampliació de capital, els tres principals accionistes de la companyia són Ernest Pérez-Mas (fundador i CEO), Ona Capital (societat de capital risc vinculada al grup Bon Preu) i la gestora de capital risc Inveready. Tots tres sumen al voltant del 59% del valor total de l'accionariat de l'empresa, mentre que la resta de socis privats i family offices catalanes representen el 30% del total. També hi és Xfera (del grup MásMóvil) amb l'1% de les accions.
El 2019 va facturar 11 milions d'euros i per primera vegada va obtenir beneficis. L'any 2020, Parlem Telecom va aparèixer en un ranking anual, elaborat per Financial Times, on es valoren les empreses d'Europa que creixen més de pressa. Parlem, es va situar en la posició 200 sobre un total de mil empreses. El mes de juliol del mateix any, després de la Junta General d'Accionistes, la companyia catalana va anunciar en un comunicat que fins al tancament de juny es van facturar 8,1 milions d'euros, tot i la pandèmia de la COVID-19 i la prohibició de les portabilitats a l'estat espanyol durant les dues primeres setmanes de l'estat d'alarma. Aquesta xifra suposa el doble respecte el mateix període de l'any anterior, que es van facturar 4,28 milions d'euros.
El 22 de juny del 2021, Parlem va sortir a borsa al BME Growth amb una pujada al tancament del mercat del 26,1%.